# بژژینه
بژژینه (به لاتین: Brzeziny، تلفظ: [bʐɛˈʑinɨ]) یک شهرک در لهستان است که در شهرستان بژژینه واقع شده‌است.

## خصوصیات
بژژینه ۲۹٫۵۸ کیلومترمربع مساحت و ۱۲٬۳۷۳ نفر جمعیت دارد.